# Bierné
Bierné är en kommun i departementet Mayenne i regionen Pays de la Loire i nordvästra Frankrike. Kommunen ligger i kantonen Bierné som tillhör arrondissementet Château-Gontier. År 2018 hade Bierné 678 invånare.

## Befolkningsutveckling
Antalet invånare i kommunen Bierné
| Referens: INSEE |